# Génos (Haute-Garonne)
Génos is een gemeente in het Franse departement Haute-Garonne (regio Occitanie) en telt 94 inwoners (2009). De plaats maakt deel uit van het arrondissement Saint-Gaudens.

## Geografie
De oppervlakte van Génos bedraagt 3,5 km², de bevolkingsdichtheid is dus 26,9 inwoners per km².
De onderstaande kaart toont de ligging van Génos (Haute-Garonne) met de belangrijkste infrastructuur en aangrenzende gemeenten.

## Demografie
Onderstaande figuur toont het verloop van het inwonertal (bron: INSEE-tellingen).